# 桐木镇 (旬阳市)
桐木镇，是中华人民共和国陕西省安康市旬阳市下辖的一个乡镇级行政单位。

## 行政区划
桐木镇下辖以下地区：
桐木社区、椒园村、沙沟村、立石滩村、磨场沟村、石板沟村、青山村、油房村、涌泉村、松树湾村、梅花村、岔园村和白石河村。